# Vrčeň
Vrčeň je obec v okrese Plzeň-jih v Plzeňském kraji. Leží čtyři kilometry od Nepomuku. Žije v ní 386 obyvatel.

## Název
Název vesnice je odvozen přivlastňovací příponou -ja z osobního jména Vrčan ve významu Vrčanova ves. V historických pramenech se jméno vsi objevuje ve tvarech: Woirzan (1189), Wrscan (1192), Wrzan (1216), Wryczan (1352), Wrczanum (1369), Wrczan (1384–1399), Wrczano (1358), Wrczen (1379), Wrczana (1380), Wrczano (1386, 1414), na Wrczeni (1552), vsí Wrczienij (1558), Wrczenie (1560), „v ves Wrczeni“ (1568), Wrczenie (1588), Wrcženo a Wrcženecz (1654), Wrtschen a Wrcžen nebo Wrcžany (1789), Wrtschen a Wrčen (1839), Vrčany (1854) a Vrčany nebo Vrčeň (1916). Název Vrčany se používal do roku 1923. Používal se také lidový tvar Vrčejň.

## Historie
První písemná zmínka o vesnici pochází z roku 1189 a nachází se v přídomku jakéhosi Oty, který je uveden jako svědek na jedné z listin plaského kláštera. Ve čtrnáctém století se o podací právo ke kostelu svatého Vavřince dělili opaté pomuckého kláštera s vrčeňskými zemany. Poslední z nich byl Otoslav z Vrčeně připomínaný roku 1360. V následujících letech vesnici získal pomucký klášter. Roku 1420 klášter vypálili husité a v srpnu téhož roku král Zikmund klášterní majetek zastavil Bohuslavovi ze Švamberka. Od té doby až do zrušení patrimoniální správy Vrčeň patřila k zelenohorskému panství. Během třicetileté války byla vesnice i s kostelem vypálena. Po válce v ní podle berní ruly z roku 1654 stálo 35 usedlostí, z nichž bylo devět selských. K hospodářskému rozvoji vesnice došlo po roce 1726, kdy panství získali Martinicové. Obnoveny byly zdejší hutě a vzniklo zde několik nových hamrů. Pro ekonomiku vesnice v té době měla velký význam také poloha v blízkosti poutního místa v Nepomuku.
V roce 1960 bylo projednáváno sloučení obce se Srby a Sedlištěm, které však nakonec nebylo provedeno.

## Přírodní poměry
Vrčeň se rozprostírá v kotlině v nadmořské výšce 420–450 metrů. K východnímu konci vesnice zasahuje cíp přírodního parku Pod Štědrým, v němž se v katastrálním území obce nachází vrch Štědrý s nadmořskou výškou 668 metrů. Kolem severozápadní strany vesnice protéká řeka Úslava.
Na návsi do roku 1997 rostla památná lípa. Na jižním okraji vesnice roste u silnice do Tojic památný strom Vrčeňská lípa.

## Obyvatelstvo
| Rok            | 1869 | 1880 | 1890 | 1900 | 1910 | 1921 | 1930 | 1950 | 1961 | 1970 | 1980 | 1991 | 2001 | 2011 | 2021 |
| -------------- | ---- | ---- | ---- | ---- | ---- | ---- | ---- | ---- | ---- | ---- | ---- | ---- | ---- | ---- | ---- |
| Počet obyvatel | 572  | 618  | 569  | 582  | 575  | 559  | 521  | 450  | 440  | 432  | 397  | 331  | 324  | 321  | 342  |
| Počet domů     | 80   | 95   | 96   | 94   | 93   | 95   | 106  | 119  | 115  | 113  | 112  | 126  | 125  | 133  | 141  |

## Obecní správa a politika
V letech 1960–1990 k obci patřily Srby a v letech 1960–1991 také Tojice.

### Politika
Do roku 2022 byl starostou obce Vratislav Chodora a od 24. října 2022 funkci zastává Tomáš Chouň.

### Obecní symboly
Znak a vlajka byly obci uděleny rozhodnutím předsedy Poslanecké sněmovny Parlamentu České republiky dne 5. října 2004.

## Doprava
Vesnicí vede silnice II/191 z Nepomuku do Dožic.

## Služby
Ve vsi se nachází pobočka Pošty-Partner, prodejna potravin, základní škola a mateřská škola.

## Pamětihodnosti
Dominantou vesnice je gotický kostel svatého Vavřince, vystavěný v první polovině 14. století. Ve vesnici stojí řada barokních soch z druhé poloviny 18. století: svatý Vojtěch u pošty, Panna Marie Immaculata na návsi, svatý Jan Nepomucký před mostem přes Úslavu, svatý Jan Nepomucký na návsi a svatý Vojtěch u rybníka.
Na místním hřbitově je pomník rudoarmějců. Na úpatí vrchu Chlumec stojí raně barokní osmiboká kaple svatého Vojtěcha.

## Osobnosti
Ve vsi žije operní pěvkyně Eva Urbanová.